# Panellenio Protathlema 1936-1937
La Panellenio Protathlema 1936-1937 è stata la ottava edizione del campionato di calcio greco conclusa con la vittoria dell'Olympiacos Pireo, al suo quinto titolo.
Capocannoniere del torneo fu Vazos (Olympiacos Pireo) con 4 reti.

## Formula
Le squadre partecipanti disputarono una prima fase a carattere regionale.
Le prime classificate dei gironi di Atene, Salonicco e Pireo si qualificarono alla fase finale dove disputarono un girone di andata e ritorno per un totale di 4 partite.

## Squadre partecipanti
| Squadra       | Città     | Stadio | Girone |
| ------------- | --------- | ------ | ------ |
| Olympiacos    | Il Pireo  |        | EPSP   |
| Panathīnaïkos | Atene     |        | EPSA   |
| PAOK          | Salonicco |        | EPSM   |

## Classifica girone finale
|                   | Pos. | Squadra       | Pt | G | V | N | P | GF | GS | DR |
| ----------------- | ---- | ------------- | -- | - | - | - | - | -- | -- | -- |
| Grecia (bandiera) | 1.   | Olympiacos    | 8  | 4 | 4 | 0 | 0 | 10 | 1  | +9 |
|                   | 2.   | PAOK          | 2  | 4 | 1 | 0 | 3 | 3  | 9  | -6 |
|                   | 3.   | Panathīnaïkos | 2  | 4 | 1 | 0 | 3 | 2  | 5  | -3 |

Legenda:

      Campione di Grecia
Note:

Due punti a vittoria, uno a pareggio, zero a sconfitta.

### Verdetti
- Olympiakos Pireo campione di Grecia

## Marcatori
| Gol |  |  | Giocatore  | Squadra    |
| --- |  |  | ---------- | ---------- |
| 4   |  |  | Vazos      | Olympiacos |
| 2   |  |  | Simeodinis | Olympiacos |